# José R. Benítez
José R. Benítez (Guadalajara, Jalisco, 1882 - ibídem, 1957) fue un ingeniero, historiador, escritor y académico mexicano.

## Semblanza biográfica
Realizó investigaciones tanto en los campos de la historia, ingeniería, e historia de la arquitectura, siendo numerosas sus obras en dichos campos. Fue miembro de la Sociedad Mexicana de Geografía y Estadística, y fue elegido miembro correspondiente de la Academia Mexicana de la Lengua.

## Obras publicadas
- Iglesias de México: 1525-1925, coautor con Dr. Atl y Manuel Toussaint, 1925.
- Historia gráfica de la Nueva España, 1929.
- Alonso García Bravo: planeador de la Ciudad de México y su primer director de Obras Públicas, 1933.
- Las catedrales de Oaxaca, Morelia y Zacatecas: estudio de arqueografía comparada, 1934.
- El mundo de los títeres: morfología de los títeres del mundo, 1939.
- La fuente monumental de Chiapa de Corzo, 1941.
- Conquistadores de Nueva Galicia: fundadores de Guadalajara, 1942.
- Arqueografía comparada de los puentes de Ixmiquilpan, Tolotlan o Grande y Acámbaro, 1946.
- El traje y el adorno en México, 1500-1910, 1946.
- Morelos: su casta y su casa en Valladolid (Morelia), 1947, reeditado en 1964 y 1993.
- Algunas noticias inéditas o poco conocidas, referentes a pintores y alarifes de la Nueva España, 1948.